# Бордејени (Арђеш)
Бордејени (рум. Bordeieni) насеље је у Румунији у округу Арђеш у општини Годени. Oпштина се налази на надморској висини од 777 m.

## Становништво
Према подацима из 2011. године у насељу је живело 7 становника.